# Friedrich Sommer (Mathematiker)
Friedrich Karl Sommer (* 1. Februar 1912 in Balve; † 7. April 1998 in Bochum) war ein deutscher Mathematiker, der sich mit Funktionentheorie befasste.

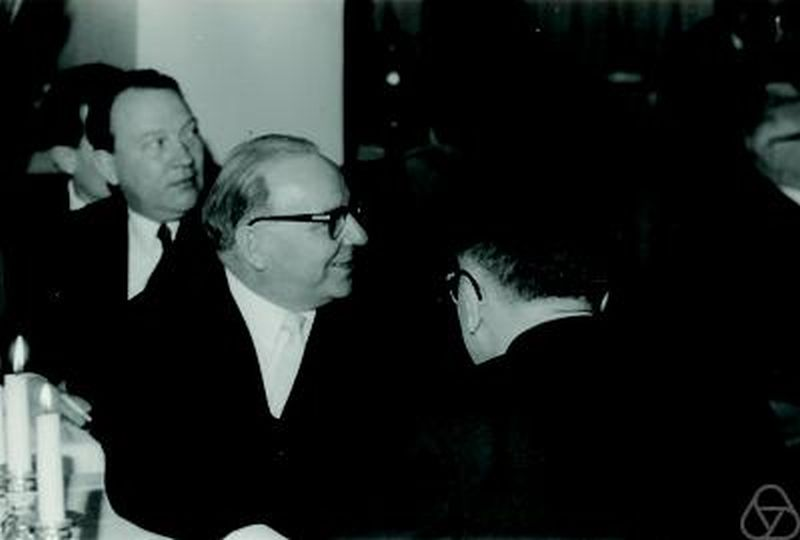
Friedrich Sommer (Mitte) mit Claus Müller bei der Emeritierung von Behnke, Münster 1967

Sommer war der Sohn eines Bezirksschornsteinfegermeisters und ging in Dortmund auf die Oberrealschule (Abitur 1931). Er studierte ab 1931 Physik, Mathematik und Philosophie an der Universität Münster und der Universität Göttingen (1932–1934). 1936 wurde er bei Heinrich Behnke in Münster promoviert (Zur Theorie der analytischen Funktionen mehrerer komplexer Veränderlichen. Bereiche ohne geschlossene innere Singularitätenmannigfaltigkeiten) und legte im selben Jahr die Lehramtsprüfung ab. 1937 bis 1947 arbeitete er im Zentrallaboratorium von Siemens und Halske in der Fernmeldetechnik. Da er dort ab 1943 dem Labor für Leitungsplanung vorstand, was als kriegswichtig eingestuft war, wurde er im Zweiten Weltkrieg nicht einberufen. 1947 kehrte er zur Universität zurück als Assistent von Behnke in Münster und habilitierte sich 1949 (Die Geometrie der Hyperkugelautomorphismen). 1953 wurde er Diätendozent, 1956 außerordentlicher Professor und 1957 Wissenschaftlicher Rat. 1958 war er Vertretungsprofessor an der Ludwig-Maximilians-Universität München und 1959 außerordentlicher Professor an der Universität Würzburg. Nachdem er schon in Münster angewandte Mathematik gelehrt hatte (zum Beispiel Wirtschaftsmathematik), sorgte er in Würzburg für die Anschaffung eines Computers (Zuse Z 22) 1962 wurde er ordentlicher Professor. 1965 wurde er ordentlicher Professor an der Ruhr-Universität Bochum, wo er bis zu seiner Emeritierung 1980 blieb.
Er schrieb mit Behnke ein lange Zeit in Deutschland verbreitetes Funktionentheorie-Lehrbuch.

## Schriften
- mit Behnke Theorie der Funktionen einer komplexen Veränderlichen, Springer Verlag 1955 (und spätere Auflagen)
- Einführung in die Mathematik für Studenten der Wirtschaftswissenschaften, Springer Verlag 1967